# Pointless
«Pointless» — песня шотландского певца Льюиса Капальди, изданная 2 декабря 2022 года в качестве второго сингла с его второго студийного альбома Broken by Desire to Be Heavenly Sent. 13 января 2023 года «Pointless» возглавила британский чарт синглов UK Singles Chart.

## Информация о песне
Авторами песни «Pointless» стали Льюис Капальди, Эд Ширан, Джонни Макдэйд и Стив Мак. Капальди публиковал превью песни в ноябре 2022 года. В интервью для The Big Issue певец пояснил, что это песня о состоянии влюблённости, и что он надеется, что её будут играть на свадьбах. Песня создавалась на основе неоконченной композиции Ширана, Макдэйда и Мака. Прослушав её, Капальди «немного её подправил», добавив свою авторскую «печать», написав припев и среднюю часть.

## Видеоклип
Режиссёром видеоклипа стал Гектор Докрилл. Клип рассказывает историю матери-одиночки, сыгранной ирландской актрисой Нив Алгар.

## Позиции в чартах

### Еженедельные чарты
| Чарт (2022—2023)                            | Наивысшая позиция |
| ------------------------------------------- | ----------------- |
| Австралия (Australia Digital Tracks — ARIA) | 15                |
| Бельгия/Фландрия (Ultratop 50)              | 34                |
| Хорватия (HRT)                              | 25                |
| Чехия (Rádio — Top 100)                     | 37                |
| Мир (Billboard Global 200)                  | 111               |
| Венгрия (Rádiós Top 40)                     | 34                |
| Венгрия (Single Top 40)                     | 21                |
| Ирландия (IRMA)                             | 7                 |
| Нидерланды (Dutch Top 40)                   | 20                |
| Нидерланды (Single Top 100)                 | 36                |
| Новая Зеландия (RMNZ)                       | 4                 |
| Словакия (Rádio — Top 100)                  | 16                |
| Швеция (Sverigetopplistan)                  | 48                |
| Швейцария (Schweizer Hitparade)             | 61                |
| Великобритания (OCC UK Singles)             | 1                 |

### Годовые чарты
| Чарт (2023)                     | Позиция |
| ------------------------------- | ------- |
| Нидерланды (Dutch Top 40)       | 77      |
| Великобритания (UK Singles OCC) | 47      |

## Сертификации
| Регион                                                                      | Сертификация | Продажи |
| --------------------------------------------------------------------------- | ------------ | ------- |
| Австралия (ARIA)                                                            | Золотой      | 35 000  |
| Бразилия (ABPD)                                                             | Золотой      | 20 000  |
| Новая Зеландия (RMNZ)                                                       | Золотой      | 15 000  |
| Великобритания (BPI)                                                        | Платиновый   | 600 000 |
| Данные о продажах + прослушиваниях приведены только на основе сертификации. |              |         |